# Spáňov
Spáňov (německy Spanow, dříve i Spaniow) je obec v okrese Domažlice v Plzeňském kraji. Žije zde 209 obyvatel.

## Historie
První písemná zmínka o obci pochází z roku 1372.

## Obyvatelstvo
| Rok            | 1869 | 1880 | 1890 | 1900 | 1910 | 1921 | 1930 | 1950 | 1961 | 1970 | 1980 | 1991 | 2001 | 2011 | 2021 |
| -------------- | ---- | ---- | ---- | ---- | ---- | ---- | ---- | ---- | ---- | ---- | ---- | ---- | ---- | ---- | ---- |
| Počet obyvatel | 238  | 199  | 176  | 209  | 230  | 203  | 208  | 177  | 173  | 159  | 173  | 174  | 187  | 180  | 211  |
| Počet domů     | 38   | 38   | 39   | 39   | 39   | 39   | 40   | 41   | 39   | 41   | 41   | 53   | 59   | 62   | 71   |

## Obecní správa
Mezi lety 1869–1984 Spáňov byl obcí v okrese Domažlice. Od 1. ledna 1985 do 23. listopadu 1990 patřil jako část obce ke Koutu na Šumavě a od 24. listopadu 1990 je opět samostatnou obcí. V letech 1850–1959 k obci patřil Smolov.

### Obecní symboly
Znak a vlajka byly obci uděleny rozhodnutím předsedkyně Poslanecké sněmovny Parlamentu České republiky dne 2. července 2024.